# مرکه
مرکه یا مرکی، مرکز بخشی به همین نام در استان جامبیل در جنوب قزاقستان پشت کوه‌های تیان‌شان در ۱۲۰ کیلومتری آلماتی و در نزدیکی مرز قرقیزستان است که معروف به قم قزاقستان است و مردم آن شیعیان ایرانی هستند. جمعیت شیعه در این کشور ریشه و فرهنگ و نژاد و زبان ایرانی دارند. مردم این شهر آذربایجانی‌های ایرانی هستند که توسط بلشویکها در سال ۱۹۳۸ به این ناحیه کوچانده شده‌اند. این افراد از آذربایجانی‌های عشایری که بیشترشان از ایل زرگر بودند که در مرز ارس تردد می‌کردند و پس از این که در سال ۱۹۱۸ مرزها بسته شد، در آن سوی مرز گرفتار و محبوس شدند. حکومت شوروی از ترس شورش این افراد، آن‌ها را به قزاقستان کوچاند و تا امروز نیز در آنجا ساکن هستند. بر اساس آخرین آمار مجمع جهانی اهل‌بیت از شیعیان قزاقستان در سال ۲۰۰۸ میلادی از مجموع ۱۵ میلیون و ۳۴۶ هزار نفر جمعیت قزاقستان، ۳۵۴ هزار و ۸۵۰ نفر شیعه هستند که نسبت آن‌ها به کل جمعیت این کشور حدود ۲٫۳ درصد است. جمعیت شیعه در این کشور ریشه و فرهنگ و نژاد و زبان ایرانی دارند.